# Vulve de truie
 (mars 2024).
La vulve de truie était l’un des mets les plus prisés de toute l’Antiquité. Ce plat était connu pour son raffinement et ses qualités gustatives. Ainsi, ce plat ornait régulièrement les tables des individus les plus riches lorsqu’un repas d’exception était organisé.

## Antiquité
Apicius, romain du Ier siècle, richissime et fin gourmet, à qui l’on attribue L’art culinaire, en donne plusieurs exemples de recettes.
1. Vulves de truies, vulves de truies stériles : mouillez du laser de Cyrénaïque ou parthe avec du vinaigre et du garum, et servez.
2. Pour les vulves de truies et les vulves de truies stériles : poivre, graine de céleri, menthe sèche, racine de laser, miel, vinaigre et garum.
3. Vulves de truies et vulves de truies stériles : servez avec du poivre, du garum et du laser parthe.
4. Vulves de truies et vulves de truies stériles : servez avec du poivre, du garum et un peu de vin épicé.
5. Recette de vulve grillée : roulez-la dans le son, puis mettez-la dans la saumure et faites-la cuire ainsi[1].

## Choix
Certains auteurs, comme Pétrone préconisent « une matrice de truie vierge ». Pline l’Ancien, quant à lui, se veut plus précis sur le type de vulve qu’il est préférable de choisir. Pour lui, une vulve de truie se veut plus gustative après l’avortement qu’après le part naturel. Cependant, la meilleure est celle d’une truie venant d’accoucher pour la première fois. La moins bonne est celle d’une truie âgée. La préférence d’Hipparque se tourne vers une truie châtrée .

## Mentions chez les Anciens
L’auteur qui atteste le plus souvent ce plat est Athénée de Naucratis, renommé pour Les Deipnosophistes, une œuvre mêlant plusieurs discussions lors de diners. Athénée relate une citation d’Alexis le Comique dans sa pièce Le Politique où l’orateur Callimédon est dépeint comme quelqu’un étant prêt à offrir sa vie pour pouvoir se sustenter d’une vulve bouillie.
Outre la manière dont Apicius recommandait sa préparation, quelques siècles plus tôt, en Grèce, Lyncée de Samos, un ami du philosophe Théophraste, explique que la vulve de truie se marie parfaitement avec du vinaigre ainsi que du suc de silphium.
Sopatre (à ne pas confondre avec Socrate), dans son Physiologue, en raffole lorsque la vulve de truie n’est pas trop bouillie et qu’elle est assaisonnée d’une saumure acéteuse, piquante.
Le gastronome Archestrate de Géla, dans son ouvrage La Gastronomie, qui nous est parvenu uniquement sous forme de fragments, fait l’éloge de ce met avec les termes suivants :

« Lors des festins mets toujours sur ta tête une couronne de toutes sortes de fleurs que porte joyeusement la terre, et répands des gouttes d’excellents parfum sur tes cheveux et jette toute la journée sur un feu de braises douces la myrrhe, l’encens et tous les parfums produits en Syrie. Et alors que tu bois on te sert le grand régal d’une panse et d’une vulve de truie, avec du cumin, du bon vinaigre et du silphium et accompagnées de tendres et de jeunes oiseaux rôtis, choisis selon la saison. Oublies tous les Syracusains qui boivent comme des grenouilles sans manger ! Tu ne dois pas les croire et manger que les plats que je nomme ! C’est-à-dire tous ces petits plats qu’ils portent, ceux d’une mauvaise pauvreté, ces pois chiches bouillis, ces fèves, ces pommes et ces figues séchées. Mais loues les gâteaux qui viennent d’Athènes. Et si ailleurs tu n’en trouves pas, alors cherches à te procurer le miel d’Attique qui est absolument le meilleur de tous ! Voilà comme doit avoir envie de vivre un homme libre sinon qu’il meure dans un gouffre ou dans le Tartare enterré à mille lieux de profondeur ! »

## Époque médiévale
La consommation de vulve de truie est également attestée sur la période du Haut Moyen Âge. Anthime, un médecin grec du Ve et début du VIe siècle de notre ère, fait mention de ce plat dans le chapitre XVIII de son De observatione. Il dit la trouver excellente mais la préférer bouillie. Son choix de cuisson se justifie par sa profession de médecin ; il ne veut pas prendre le risque de s’adonner à une cuisson insuffisante. L’alimentation du Haut Moyen Âge apparait comme étant une étape de transition entre la cuisine antique et médiévale.